# Lasiurus blossevillii
Lasiurus blossevillii é uma espécie de morcego da família Vespertilionidae. Pode ser encontrada na Américas do Sul, Central e do Norte (oeste).